# Cissampelos pareira
Cissampelos pareira é uma espécie de planta da família Menispermaceae.